# Фармагей Юрій Миколайович
Ю́рій Микола́йович Фармаге́й (1972—2019) — старший солдат Збройних сил України, учасник російсько-української війни.

## Життєпис
Народився 1972 року в селі Огіївка (Гайсинський район, Вінницька область) у родині колгоспників. Навчався в Кіблицькій середній школі; по закінченні 8 класу вступив до Теплицького професійно-технічного училища № 13, де здобув спеціальність плодоовочівника. Строкову службу проходив у ВМС (Севастополь). Демобілізувавшись, працював у городній бригаді в місцевому сільськогосподарському підприємстві.
Коли 2015 року прийшла повістка, Юрій подзвонив до дружини, яка в той час була на заробітках — порадилися, що робити. Подружжя вирішило продати всю худобу й за вторговані гроші купити форму, бронежилет — бо ж треба було воювати.
Під час першої ротації зазнав контузії. Коли повернувся через півтора року додому, не міг спати — жалівся, що війна не відпускає. Вдома побув заледве два тижні, підписав контракт і 29 жовтня 2018 року його подовжив. Старший солдат, номер обслуги кулеметного розрахунку 2-ї роти 34-го батальйону.
Був майстром «золоті руки», з військовою технікою — на ти. У роті був найстаршим, до нього зверталися за порадою. Він оберігав молодих побратимів, відгороджував від небезпечних позицій, сам йшов чергувати на ділянках, що прострілювалися.
5 квітня 2019 року у вечірню пору терористи розпочали обстріл позиції поблизу селища Піски (Ясинуватський район) зі стрілецької зброї. Старший солдат Юрій Фармагей відкрив вогонь у відповідь. Загинув від кулі ворожого снайпера, який працював під прикриттям автоматичного вогню — вогнепальне кульове проникне поранення грудної клітки.
11 квітня 2019-го похований з військовими почестями на кладовищі села Кіблич.
Без Юрія лишилися батько Микола Трофимович та мама Катерина Арсенівна, дружина Вікторія Петрівна, син Сергій 1994 р.н. (служить у морській піхоті), донька Ірина 1997 р.н. та двоє онуків й два брати.

## Нагороди та вшанування
- Указом Президента України № 93/2020 від 18 березня 2020 року за «особисту мужність, виявлену у захисті державного суверенітету та територіальної цілісності України, самовіддане служіння Українському народу» нагороджений орденом За мужність III ступеня (посмертно)[2]
- 22 серпня 2019 року у Гайсині на Алеї Слави відкрили меморіальну дошку Юрію Фармагею[3].
- 10 жовтня 2019 року відбулося урочисте відкриття меморіальних дошок на честь Юрія Фармагея — на фасадах Огіївського сільського клубу та Кіблицької СЗШ.